# サステイナビリティ学
サステイナビリティ学とは、地球温暖化や大量生産などによる地球規模の喫緊の問題を解決すべく、持続可能な地球社会へ向けて地球持続ビジョンを構築するための基礎として提唱されている超学的な学術。サステナビリティ学やサスティナビリティ学と表記されることもある。

## 持続性科学（Sustainability Science）
人間環境研究に関する学問に Sustainability Science があり、日本語では持続性科学と訳されている。2000年代以降の人間-環境研究では、土地変化科学（land change science）、政治生態学（political ecology）、持続性科学が3本の柱となっている。
例えばアメリカ合衆国の農業の場合、農地の減少、環境の悪化、過度の生産、資源の浪費などの問題があり、1970年代には国内農業の持続可能性について検討されるようになった。同時期にオルタナティブ農業が出現するとともに国際連合食糧農業機関（FAO）やアメリカ合衆国農務省（USDA）が持続的農業（sustainable agriculture）に関心を寄せるようになった。

## 日本発のサステイナビリティ学の構築
日本での提唱者は小宮山宏。研究対象としては、地球システム、社会システム、人間システムに注目し、その三つのシステム間の相互作用を主要な研究対象とする。
学問的アプローチは新しく、不確実性と予防原則などの問題に挑戦すべく、文理融合した超学的な学術を構築し、その成果をサステイナブルな社会を築くため、アウトリーチとして社会や個人に向けて啓発することも大きな目標として掲げている。
2005年に、サステイナビリティ学の創生を目指し、東京大学総長のリーダーシップによる総長直轄プロジェクトとして、各参加大学を結んだネットワーク型の連携機構としてサステイナビリティ学連携研究機構が構想され発足した。機構はサステイナビリティ学を構築するために「知の構造化」を行い、地球持続性ビジョンの創出を目指し、各参加大学に研究拠点が形成されている（2019年、東京大学政策ビジョン研究センターと統合し、東京大学未来ビジョン研究センター発足）。
2016年4月から法政大学大学院において、公共政策研究科サステイナビリティ学専攻（修士課程、博士後期課程）を設置。
2023年4月から武蔵野大学において、工学部サステナビリティ学科を設置。

## 関連書籍
- 小宮山宏『サステイナビリティ学への挑戦』岩波書店、2007年。ISBN 4000074776。
- 三村信男・伊藤哲司・田村誠・佐藤嘉則 編著『サステイナビリティ学をつくる』新曜社、2008年。ISBN 478851110X。
- 明日香壽川、河宮未知生、高橋潔、吉村純、江守正多、伊勢武史、増田耕一、野沢徹、川村賢二、山本政一郎 『地球温暖化懐疑論批判』　東京大学 IR3S/TIGS叢書 2009年
- Mino Takashi, Shogo Kudo (eds), (2019), Framing in Sustainability Science. Singapore: Springer. ISBN 978-981-13-9061-6.